# Lakota (Côte d'Ivoire)
Lakota est une ville du sud-ouest de la Côte d'Ivoire. Elle fait partie de la région du Lôh-Djiboua et a été érigée chef-lieu de commune en 1985. Sa population est estimée à 169 330 habitants en 2021.

## Histoire et origine
En langue locale, Lakota vient du mot dida Lôhokoda qui signifie il y a des éléphants ici,.
L'histoire raconte qu'un détachement des Abbey ou Abé, parti du village de Douda originel (actuel Grand-Morié), se serait installé au-delà de Tiassalé pour former les Dida. Ce sous groupe Dida a passé une alliance indéniable, inamovible et immortelle dont la nature s'appelle toukpè qui veut dire alliance de paix. Ce qui expliquerait le souvenir de cette séparation ethnique.

### Colonisation auXXesiècle
De nombreuses opérations militaires françaises seront menées dans le pays dida à partir de 1910, dans un but dit de « pacification ». Dans la région de Lakota, elles ne s'achèveront qu'en 1918. Il s'agissait de l'application de la doctrine du gouverneur, Gabriel Angoulvant, gouverneur du territoire jusqu'en 1915: à la période de « pénétration pacifique » (1893-1908) succède la « pacification par la manière forte » (1908-1915).

## Démographie
La population de Lakota est constituée essentiellement de Dida. Selon le recensement général de la population et de l'habitat  de Côte d'Ivoire en 2021 (RGPH 2021), la population de Lakota est estimée à 169 330 habitants en 2021.

### Évolution démographique
| Rec. 1975 | Rec. 1988 | Est. 2010 | 2021    |
| --------- | --------- | --------- | ------- |
| 12 958    | 21 575    | 41 625    | 169 330 |

## Économie
Lakota est une localité où l'agriculture joue un rôle prépondérant. La région est notamment impliquée dans la culture de l'hévéa, bien que cette expansion ait soulevé des préoccupations concernant la sécurité alimentaire. Le développement de l'hévéaculture a également influencé la production foncière et immobilière de la région.

## Administration
Lakota a été érigée en chef-lieu de Commune par le décret N°85-1085 du 17 octobre 1985.
La liste des maires successifs des maires depuis 1985 est:
| Date d'élection | Identité                     | Parti       | Qualité                               | Statut |
| 1985            | Dominique Babli              | PDCI-RDA    | Homme politique                       | élu    |
| 1990            | Joseph Ahouma                | PDCI-RDA    | Homme politique                       | élu    |
| 1995            | Pelkan Diarra                | PDCI-RDA    | Homme politique                       | élu    |
| 2001            | Francis Gaza Gazo            | FPI         | Homme politique                       | élu    |
| 2009            | Zebi Grokrou                 | FPI         | Homme politique                       | élu    |
| 2013            | Samy Merhy                   | Indépendant | Opérateur économique                  | élu    |
| 2023            | Prince-Richard Arthur Dalli, | PPA-CI      | Homme politique/ Opérateur économique | élu    |

,

## Éducation
| - Enseignement primaire public EPP Lakota 1 et 4 EPP Najib Zaher EPP Dioulabougou 1 EPP Dioulabougou 2 EPP Louis Zega EPP Dispensaire EPV Ecole Catholique EPP Koudoulilié-Lakota 3 EPP Koudoulilié-Extension EPP Oliziriboué EPP Akabréboua EPP Dahiri EPP Gbahiri EPP Djidjé EPP Djidjiri EPP Djéléboué Daligoulilié Niémanakoya Gragbalilié Djatolilié Gnakouboué Godiboué Dalidougnoua Gbétrognoa Gbakoragnoa Ligrognoa Dadjeboué Kahihoué | - Enseignements secondaires publics Lycée moderne Boga Doudou Lycée Départemental Laurent GBAGBO - Etablissements secondaires privés Collège catholique Notre Dame d'Évron Cours secondaire LEBE Collège Moderne Ahianot Collège Moderne Drogba Didier Collège Degré Collège El Majide Konaté Collège Victor Lobad Collège le Renouveau Le Collège Privé les Élites de Lakota Le Collège Privé Belle Côte Le Collège Privé Bernard B. Dadié Collège Gnakouri Okpli Gabriel Collège la Bonne Semence Tago Lotus Groupe Scolaire Agbé Collège les Perles de Lakota |

## Infrastructures routières
Le 14 février 2025, Amedé Koffi Kouakou, ministre de l'Équipement et de l'Entretien routier, inaugure le poste de péage de Lakota, situé sur l'axe N'Douci - Divo - Gagnoa. Cette infrastructure vise à améliorer l'entretien du réseau routier et à faciliter la mobilité dans la région.

## Langues
Depuis l'indépendance, la langue officielle dans toute la Côte d'Ivoire est le français. La langue de la région est le dida. Le département accueillant de nombreux Ivoiriens issus de toutes les régions du pays, toutes les langues vernaculaires du pays y sont pratiquées.

## Sports
La ville dispose d'un club de football, le Lakota FC, qui évolue en MTN Ligue 2. Un autre club, "l'Atomic Sport de Lakota", évolue en Championnat de division régionale, équivalent d'une « 4e division ». Comme dans la plupart des villes du pays, il est organisé, de façon informelle, des tournois de football à 7 joueurs qui, très populaires en Côte d'Ivoire, sont dénommés "Maracanas". La ville compte également un club de handball de 1re division, le Lakota HBC.

## Personnalités liées à la région
Plusieurs personnalités sont liées à la ville de Lakota, dont : 
- Jérémie Gnaléga Mémé, député de Lakota de 1971 à 1985
- Émile Boga Doudou, homme politique
- François Lougah, chanteur Un mausolée lui a été consacré par Désiré Dallo
- Keny Bran Ourega chanteur de Gospel
- Cyril Domoraud, footballeur
- Dadié Atébi (Kock Obhusu) , Economiste
- Diane Solo chanteuse ivoirienne
- Kouadio Konan Bertin, homme politique ivoirien
- Prince-Richard Arthur Dalli homme politique ivoirien du PPA-CI, élu maire de Lakota depuis 2023

## Les cantons de Lakota
Canton Deboua : Djagoboua, Tagrou, Grogouya, Nassalilié, Grand Deboua, Gbelié, Gnakpalilie, Gogne…
Canton Opareko : Djeleboue, Daligoulilié, Niemanakoya, Gbagrelilié, Djatolilié, Gnakouboué, Baboué (2 villages regroupés), Gahougnagbalilié, Bakrahoin, Ligrohoin (5 villages regroupés), Kahioué, Dadjéboué et Gnahoué.
Canton Tigrou : Niambezaria, Tagobery, Gobery, Gagoue, Kokolilie, Gnawahue, Krikpoko 1 et 2, Kpadagnoa, Troko, Godelilie, Beyo, Bobolilie, Toutouko, Neko, Zahidougba, Kpaiyoroko, Niakoblognoa…
Canton Goudouko : Zozo-Oliziriboue, Zokolilie, Kouassililie, Kotcheri, Niazaroko, Djimon, Djidji Bouke, Doubroulilie, Kazeribery, Akridou Lade…
Canton Djeko : Djekolilie, Tapenahue, Dakouritro, Abatolilie, Gragba-dagolilie, Guiguedou, Seliboua, Satroko, Dagoboua…

## Divers et Sources
1. ↑  « Rezo-Ivoire .net | la commune de lakota », sur rezoivoire.net (consulté le 2 août 2025)
2. ↑  « Lakota, Côte d'Ivoire », sur Ville d'Évron (consulté le 2 août 2025)
3. ↑  « RGPH-2021 RÉSULTATS GLOBAUX »
4. ↑  « Expansion de l'hévéaculture et risque d'insécurité alimentaire dans le département de Lakota », sur Revue EGSM (consulté le 19 mai 2025)
5. ↑  « Lakota (Région du Sud-Bandama, Côte d'Ivoire) à l'épreuve du foncier agricole à l'usage d'habitat et des enjeux de la maîtrise du foncier », sur ResearchGate (consulté le 19 mai 2025)
6. ↑  https://www.koaci.com/article/2023/02/20/cote-divoire/politique/cote-divoire-elections-regionales-2023-la-candidature-de-babli-dominique-reclamee-par-des-delegues-pdci-dans-le-loh-djiboua_167230.html
7. ↑  https://fr.allafrica.com/stories/200511070046.html
8. ↑  https://news.abidjan.net/articles/333230/lakota-zebi-grokou-elu-maire
9. ↑  https://www.aip.ci/19072/cote-divoire-aip-la-chefferie-traditionnelle-de-lakota-exprime-sa-reconnaissance-a-lex-maire-samy-merhy/
10. ↑  https://www.koaci.com/article/2023/10/12/cote-divoire/politique/cote-divoire-prince-arthur-dalli-nouveau-maire-de-lakota-tend-la-main-a-son-predecesseur-samy-merhy-qui-a-fait-sa-part_172944.html
11. ↑  https://news.abidjan.net/articles/726441/le-ppa-ci-celebre-son-maire-elu-de-lakota
12. ↑   Gaza Gazo a annoncé, en 2007, son intention d'être candidat à la prochaine élection présidentielle et a, pour ce faire, créé son propre parti politique. Il n'est donc plus considéré comme membre du FPI.
13. ↑  Article de Abidjan.net
14. ↑  « Ouverture officielle des péages d'Eticoon-Tollakro et de Lakota », sur Ageroute, 14 février 2025 (consulté le 20 mai 2025)
15. ↑  Championnat de Football de Cote d'Ivoire